# Les Égrégores
Les Égrégores est une série télévisée québécoise de jeunesse en 44 épisodes de 25 minutes diffusée du 28 janvier 1974 au 26 mai 1975 à la Télévision de Radio-Canada.

## Synopsis de la série
« Si vous aimez la science-fiction avec ses mutants, ses extra-terrestres, sa 4e dimension…
Un égrégore (ou eggrégore) est un concept désignant un esprit de groupe constitué par l'agrégation des intentions, des énergies et des désirs de plusieurs individus unis dans un but bien défini.
Dans le cas ici, il s'agit d'extra-terrestres ayant pour tâche de veiller sur les humains.
Ici Radio-Canada précise:
"Les Égrégores est une nouvelle émission-jeunesse qui sera diffusée à la chaîne française de Radio-Canada, tous les lundis après-midi à 16 h 30, à compter du mois de janvier.
Grâce à cette émission, le monde de la science-fiction ouvrira ses portes à tous les jeunes téléspectateurs. Il suffit d'ailleurs, pour s'en convaincre, de jeter un coup d’œil sur l'action qui se déroulera aux Égrégores, dans les semaines à venir. Comme tous les jeunes de leur âge, Diane (Diane Bouchard) et Daniel (Daniel Simard) fréquentent l'école; ils ont cependant une passion bien particulière pour le bricolage, et leur passe-temps favori les amène à construire un poste émetteur-récepteur, communément appelé T.S.F. Grâce à ce dernier, ils établissent différents contacts un peu partout à travers le monde.
Cet appareil, à première vue inoffensif, plongera nos deux jeunes curieux dans une série d'aventures extraordinaires.
C’est ainsi qu'après avoir constaté des interférences anormales sur leur poste radio, nos deux amis découvrent l’existence d'un homme de science bien étrange, le professeur Chique-guenille (Marc Grégoire) et de son inséparable assistante (Maryse Pelletier).
Cet éminent professeur s'est volontairement retiré de la civilisation pour continuer ses expériences jugées trop avancées par le commun des mortels. Il accepte de recevoir dans son centre de recherches Diane et Daniel qu'il considère comme deux jeunes fort éveillés. Le professeur, tout au long de la série, leur fera part de ses nombreuses découvertes, telles un désintégrateur, une machine qui traduit ce que disent les pierres et un appareil qui a le pouvoir de faire venir des gens de la 4e Dimension.
Mais la présence d'extra-terrestres vient brouiller les cartes. En effet, des Mutants ont été envoyés en mission sur la terre afin de constater le niveau de recherches atteint par les terriens.
En fouillant dans l’ordinateur du professeur Chique-guenille, grâce à un appareil hautement perfectionné, les Mutants vont subtiliser des informations d'une importance capitale. Ils doivent faire part de leurs découvertes à leur chef, le Grand Mû, tout en se méfiant de la SPEF (Société pour l'exploration du futur). Mais malheureusement pour ces êtres d'une autre planète, nos deux jeunes vont découvrir leur existence et là, la situation se corse…
La série est parsemée de gadgets tous plus extraordinaires les uns que les autres. Au niveau des enfants, ces instruments futuristes sont basés sur des réalités techniques connues; les gadgets utilisés par le professeur sont en quelque sorte une projection de ce qui pourra être créé dans l’avenir, tandis que les appareils manipulés par les extra-terrestres relèvent de la science-fiction pure.
Le réalisateur de cette nouvelle télé-série, Hubert Blais, tient à souligner de façon particulière le travail extraordinaire de chacun des membres de son équipe : Herbert Ruff (musique), Paul Legault (textes), Pierre Major (décors), Jeanne D'Arc Bergeron (costumes), Claude Pierrehumbert (maquillage), Gilles Roussel (effets spéciaux) et Georges Laporte (supervision technique).
Pour sa part, la Terre, elle, continuera de tourner normalement, du moins jusqu'à la diffusion de la première émission de la série Les Égrégores. »
Tiré de Ici Radio-Canada Télévision – Horaire de la chaîne française de télévision de Radio-Canada, Semaine du 15 au 21 décembre 1973. Les articles et renseignements publiés dans Ici Radio-Canada télévision peuvent être reproduits librement.

## Distribution
- Diane Bouchard : Diane
- Daniel Simard : Daniel
- Marc Grégoire : le professeur Chique-guenille
- Maryse Pelletier : Maryse, l'assistante du professeur Chique-guenille
- Anne Caron : la Générale des Volts
- Jean-Pierre Chartrand : Rishi
- Gilles Renaud : le Caucasien
- Madeleine Arsenault : Grand Mû
- Solange Collin
- Maurice Gibeau
- Guy Migneault

## Fiche technique
- Scénarisation : Paul Legault
- Réalisation : Hubert Blais
- Société de production : Société Radio-Canada

## Liste des épisodes
Le premier épisode a été diffusé le lundi 28 janvier 1974. Synopsis : « Début. Diane et Daniel fréquentent l’école. Leur passe-temps favori les amène à construire un poste de T.S.F. Ils découvrent l’existence d’un homme de science bien étrange, le professeur Chique-guenille. »
(numérotation arbitraire)
1. Méo veut prouver à Tonio qu’il est un parfait détective-amateur. Dans un laboratoire où ils touchent à tout, une sonde spatiale venue d’une étoile lointaine leur fait la conversation. Diffusion: le lundi 25 mars 1974.
2. Un certain professeur d’histoire nommé Bichelet convainc Méo de lui procurer des renseignements sur le professeur Maryse et ses amis. Diffusion: le lundi 1er avril 1974.
3. C’est le grand jour. L’appareil pour les voyages dans la 4e dimension est sous contrôle. Le professeur et Maryse jubilent. Mais un visiteur de Bételgeuse, étoile de la constellation d’Orion, surprend tout le monde par ses pouvoirs. Diffusion: le lundi 8 avril 1974.
Le dernier épisode fut diffusé le lundi 26 mai 1975.
Source: Ici Radio-Canada Télévision – Horaire de la chaîne française de télévision de Radio-Canada, publication hebdomadaire 1972-1985.